# فرودگاه تیشیت
فرودگاه تیشیت (به انگلیسی: Tichitt Airport) یک فرودگاه همگانی با کد یاتا THI است . این فرودگاه در کشور موریتانی قرار دارد .